# Elvis Pinel
Elvis Pinel   (Ocotal, 22 de març de 1992) és un exfutbolista nicaragüenc de la dècada de 2010.
Fou 30 cops internacional amb la selecció de Nicaragua.
Pel que fa a clubs, destacà a Real Estelí.